# 天主教伊斯兰堡-拉瓦尔品第教区
天主教伊斯蘭堡-拉瓦爾品第教區（拉丁語：Dioecesis Islamabadensis-Ravalpindensis），是羅馬天主教會以巴基斯坦拉瓦爾品第為中心的一個主教區。屬拉合爾總教區。教區管轄巴基斯坦北部。
2006年有教友174,208名，佔轄區總人口僅百分之0.5。由20名司鐸名管理18個堂區。現任教區主教為魯芬‧安多尼。他同時兼任费萨拉巴德教区宗座署理。
1887年7月6日自拉合爾總教區分出，建立卡菲爾斯坦暨克什米爾代牧區。1947年7月10日升格為拉瓦爾品第教區。1971年6月1日易名至今。